# 西区庁駅
西区庁駅（ソグチョンえき）は、大韓民国仁川広域市西区深谷洞にある仁川交通公社（仁川都市鉄道）2号線の駅である。駅番号はI210。

## 駅構造
相対式ホーム2面2線の地下駅である。

### のりば
| 上り | ●2号線 | 黔岩・黔丹梧柳方面       |
| 下り | ●2号線 | 朱安・仁川市庁・雲宴方面 |

## 駅周辺
- 仁川広域市西区庁
- 仁川西部消防署
- 仁川西部警察署
- カトリック関東大学校国際聖母病院
- 仁川深谷初等学校
- 西串近隣公園
- 韓国銀行人材開発院
- 仁川陽地初等学校
- 深谷図書館

## 歴史
- 2015年10月5日：駅名が西区庁駅に確定[1]。
- 2016年7月30日：2号線開通と同時に営業開始[2]。

## 隣の駅
仁川交通公社（仁川都市鉄道）
●2号線
アシアード競技場駅 (I209) - 西区庁駅 (I210) - 佳亭駅 (I211)